# Bice Vanzetta
Bice Vanzetta (Cavalese, 7 de marzo de 1961) es una deportista italiana que compitió en esquí de fondo. Su hermano Giorgio también compitió en esquí de fondo.
Participó en tres Juegos Olímpicos de Invierno, entre los años 1988 y 1994, obteniendo dos medallas de bronce en la prueba de relevo, en Albertville 1992 y en Lillehammer 1994 (en ambas ocasiones junto con Manuela Di Centa, Gabriella Paruzzi y Stefania Belmondo).
Ganó dos medallas de plata en el Campeonato Mundial de Esquí Nórdico, en los años 1991 y 1993.

## Palmarés internacional
| Juegos Olímpicos   | Juegos Olímpicos       | Juegos Olímpicos  | Juegos Olímpicos |
| Año                | Lugar                  | Medalla           | Prueba           |
| ------------------ | ---------------------- | ----------------- | ---------------- |
| 1992               | Albertville (Francia)  | Medalla de bronce | Relevo 4 × 5 km  |
| 1994               | Lillehammer (Noruega)  | Medalla de bronce | Relevo 4 × 5 km  |
| Campeonato Mundial |                        |                   |                  |
| Año                | Lugar                  | Medalla           | Prueba           |
| 1991               | Val di Fiemme (Italia) | Medalla de plata  | Relevo 4 × 5 km  |
| 1993               | Falun (Suecia)         | Medalla de plata  | Relevo 4 × 5 km  |